# 함부르크 주교들의 사적

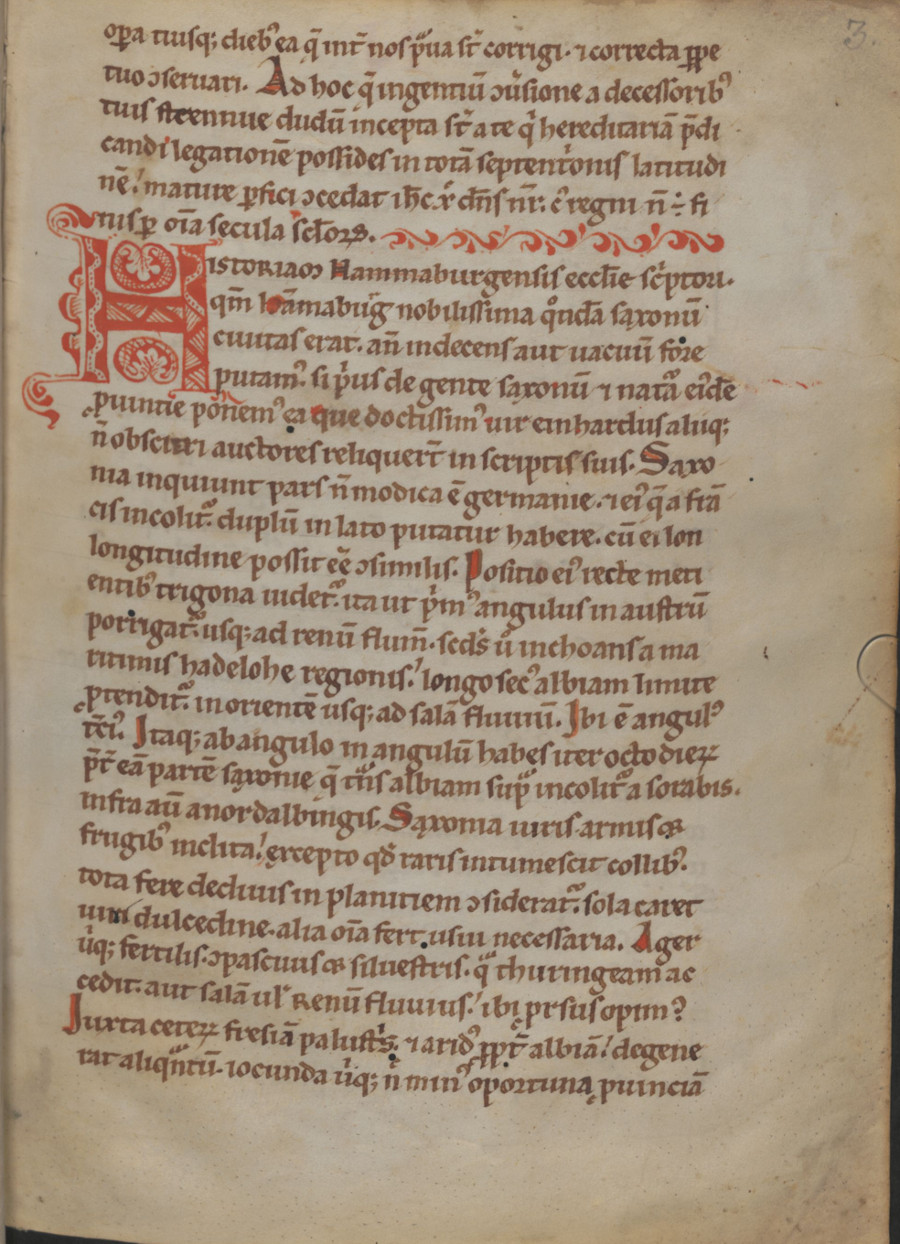
함부르크 주교들의 사적

《함부르크 주교들의 사적》(라틴어: Gesta Hammaburgensis ecclesiae pontificum 게스타 함마부르겐시스 에켈레시아에 폰티피쿰[*])은 1073년에서 1076년 사이에 아담 폰 브레멘(Adam von Bremen)이 쓴 사료이다. 중세 북유럽의 역사를 가늠하는 데 있어 가장 중요한 사료 중 하나로 손꼽힌다. 또한 노르드인의 북아메리카 발견이 언급된 가장 오래된 기록이기도 하다.
《사적》은 788년 빌레하도가 주교좌를 설치했을 때부터 작가인 아담이 살던 당대(1043년 ~ 1072년)인 아달베르트 주교공 때까지를 다루고 있다. 즉 바이킹 시대 전체와 그 기간이 일치한다. 함부르크-브레멘의 기독교화 과정과 그 주교들에 관한 이야기가 주 내용을 이룬다. 주교들이 북해 건너 스칸디나비아에 기독교 선교를 하는 이야기도 묘사되어 있으며, 그에 따라 당연히 당시 비기독교 노르드인들이 믿던 이교의 신들에 관한 언급도 이루어지고 있다.
이 책은 작성된 이후 오랫동안 파묻혀 있다가 16세기에 덴마크 소뢰 수도원의 도서관에서 발굴되어 빛을 보게 되었다.

## 같이 보기
- 작센 공국
- 빈란드